# Conus odengensis
Conus odengensis é uma espécie de gastrópode do gênero Conus, pertencente a família Conidae.